# Orimarga fumicosta
Orimarga fumicosta är en tvåvingeart som först beskrevs av Alexander 1921.  Orimarga fumicosta ingår i släktet Orimarga och familjen småharkrankar. Inga underarter finns listade i Catalogue of Life.